# Saint-Cyr-sur-Mer
Saint-Cyr-sur-Mer là một xã thuộc tỉnh Var trong vùng Provence-Alpes-Côte d’Azur miền đông nam nước Pháp.

## Thành phố kết nghĩa
- Città della Pieve, Ý
- Denzlingen, Đức